# Гренаш
Грена́ш (фр. Grenache), или Гарна́ча (исп. Garnacha, кат. Garnatxa) — сорт чёрного винного (технического) винограда позднего созревания. Служит основой для многих вин в Испании, на юго-востоке Франции, а также на Сардинии (где его называют Cannonau и считают автохтоном). Из потомков сорта наиболее значима гарнача-красильщица (исп. Garnacha Tintorera).

## История и распространение
По мнению ампелографов, происходит с севера Арагона. В старых испанских текстах сорт известен как «тёмный арагонский» (Tinto Aragonés). По состоянию на 2015 год занимает 6 % испанских виноградников общей площадью около 58 000 га.
Начиная с первой половины XVII века распространился по побережью Лионского залива на восток. До середины 1960-х годов — самый распространённый сорт в Австралии (где из него вырабатывали сладкое креплёное вино).
Во второй половине XX века распространился в Калифорнии и других винодельческих регионах США, чему способствовали высокие рейтинги гренашевых сортовых вин из Приората и популяризаторы ронских сортов. Сейчас гренаш можно встретить почти во всех винодельческих странах.

## Сельскохозяйственные свойства
Кусты сильно рослые и при отсутствии контроля способны давать большой урожай. Сорт отличается высокой засухоустойчивостью, выносливостью. Лучшие свои образцы даёт на сухих каменистых почвах в тёплом ветреном климате. Даже в засушливых условиях урожайность составляет 20 ц/ra. Для получения качественных виноматериалов необходимо сдерживать урожайность лозы.

## Вина из гренаша
Сортовым винам из Гренаша свойственны ненасыщенный рубиновый цвет, лёгкие танины, низкая кислотность, высокое содержание алкоголя и интенсивность ароматов (красные ягоды вроде малины и клубники, белый перец и иные пряности). Ви́на из гренаша очень быстро приобретают бурый оттенок, свидетельствующий об окислении.

Для улучшения цвета и кислотности, а также усиления терпкости (которую дают вину танины) гренаш принято смешивать с иными сортами: в Риохе — с темпранильо, а на юге Роны — с сира́ и мурведром (этот ассамбляж обозначается аббревиатурой GSM). Например, в винодельческой зоне Шатонёф-дю-Пап гренаш, как правило, даёт не менее 80 % сортового состава красных вин. В 1990-е годы высокорейтинговые сортовые вина Приората доказали, что при соблюдении технологии возможно качественное и долговечное вино из одного гренаша. 

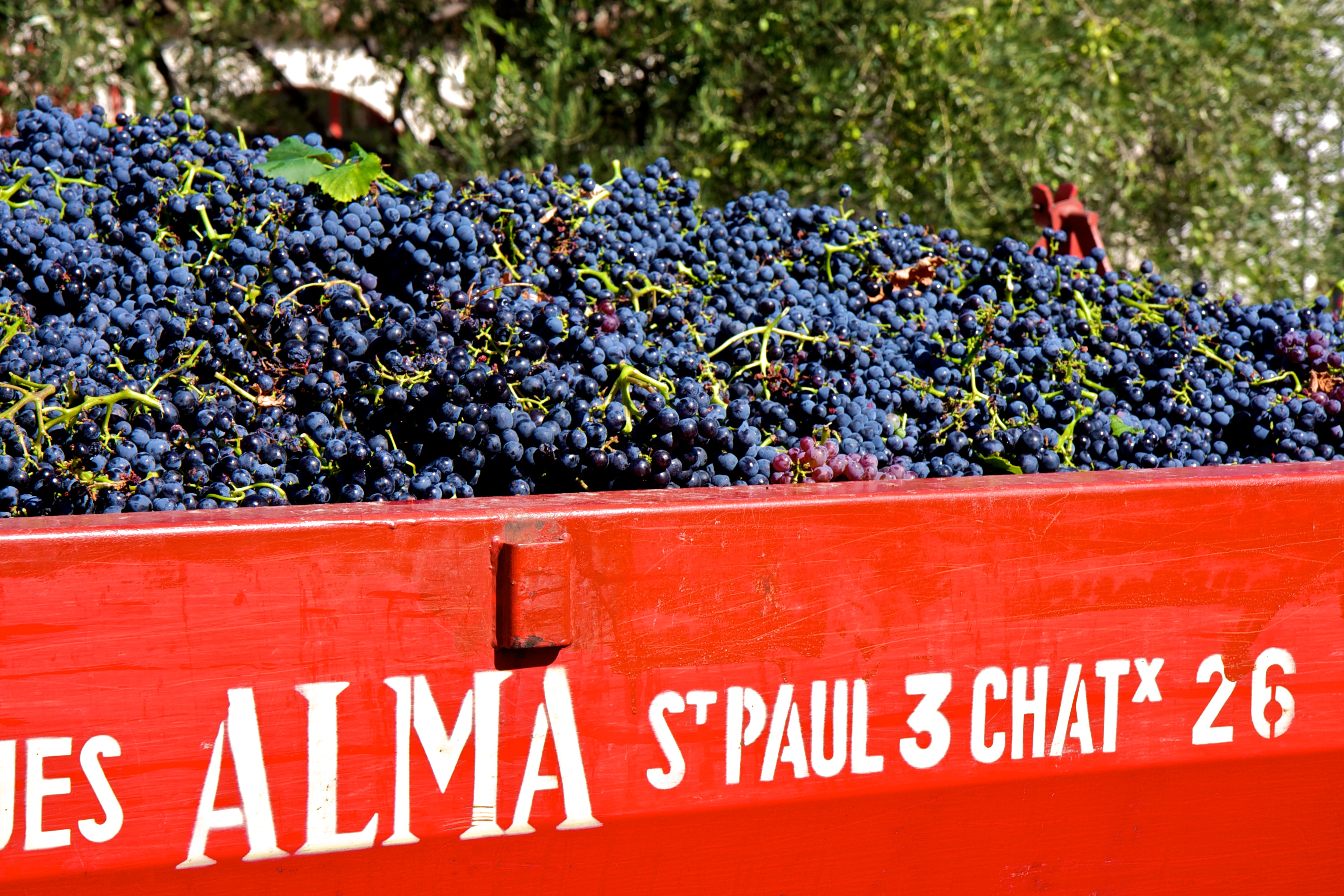
Сбор гренаша в аппеллясьоне Тавель

Благодаря мягкому вкусу гренаш подходит также для изготовления розовых вин. Высокое содержание сахаров благоприятствует его использованию в качестве основы для креплёных вин типа ранси.

## Белый гренаш
Белый гренаш — предположительно клон (мутация) чёрного гренаша. Культивируется в Испании, Франции, Греции, ЮАР. Белый гренаш относится к универсальным сортам позднего периода созревания. Используется для производства полнотелых белых вин.